# Castell de Margarida
El castell de Margarida és un castell a la població de Margarida, al municipi de Planes (el Comtat), situat a la part alta de la muntanya de Cantacuc, a quasi 700 metres d'altitud.

## Història
Únicament es conserven tres referències històriques d'aquest castell. Se sap que el 4 d'abril del 1244, el cabdill Al-Azraq signà el pacte del Pouet amb Alfons, fill de Jaume I, pel qual el cabdill musulmà es reserva per tres anys aquest i altres castells de la zona. Al maig del 1258, el castell fou donat a Gil Ximenez de Segura com a heretat franca. I finalment, el 20 de juliol, el rei reconeix deure 1.000 morabatins d'or a Pedro Zapata d'Alzira per l'intercanvi de diferents propietats, entre d'aquestes, el castell.
Al penyal on se situa el castell, s'hi han trobat restes de diferents èpoques abans de la construcció del castell actual. Primerament, s'han trobat restes arqueològiques de l'edat del bronze; després, restes d'una segona ocupació, d'entre els segles ii i iii dels romans; i finalment, restes d'una ocupació musulmana, d'entre els segles xi i xiii.

## Estat actual
El castell consta de diverses edificacions, totes aquestes en runa. Bàsicament, es poden diferenciar una plataforma massissa de maçoneria junt a un aljub, i una alçada superior, a la qual actualment sols es pot accedir mitjançant l'escalada, on es troba una xicoteta torre de maçoneria de planta rectangular de 5,25 x 4,20 m., amb una alçada variable entre els 3,70 i 4,50 m.
Fonts orals afirmen que l'escala que donava accés a la construcció superior fou volada als anys 30 per motius desconeguts.
Al castell, es pot accedir per un camí rural que ix de la població de Catamarruc (Planes) en direcció al mas de Cantacuc.